# Walter Lechner Racing
Walter Lechner Racing – austriacki zespół wyścigowy, założony w latach 90. przez Waltera Lechnera, znany również jako Lechner Racing School oraz Lechner Racing. W historii startów ekipa pojawiała się w stawce Europejskiego Pucharu Formuły Renault 2000 oraz Porsche Supercup. Siedziba zespołu znajduje się w Faistenau nieopodal Salzburga.
W Porsche Supercup zespół startuje od 2003 roku. Pierwszym dużym sukcesem ekipy był tytuł mistrzowski Alessandro Zampedriego oraz tytuł wicemistrzowski Patricka Huismana w sezonie 2005. W latach 2007–2008 zespół był najlepszy wśród wszystkich ekip, a Damien Faulkner został dwukrotnie wicemistrzem serii. Lata 2010-2012 to era dominacji René Rasta. Rast zdobył trzy tytuły mistrzowskie z rzędu a zespół był najlepszy w latach 2010-2011.